# Yerville
Yerville je francouzská obec v departementu Seine-Maritime v regionu Normandie. V roce 2009 zde žilo 2 285 obyvatel. Je centrem kantonu Yerville.